# 本幸拓真
本幸 拓真（もとゆき たくま、1984年6月9日 - ）は、日本のナレーター・DJ・ラジオパーソナリティーである。本名は坂上 航司（さかがみ こうじ）。

## 来歴・人物
香川県さぬき市出身。京都学園大学卒業後、エフエム徳島にアナウンサーとして入社した。
入社直前の2009年3月6日放送のFRIDAY ONLINE-FIVE COLORS RADIO-でデビューし、4月3日放送よりレギュラー出演していた。エフエム徳島には2年間在籍した後、2011年3月に退社した。
2011年4月よりアクロス エンタテインメントに所属し、「本幸拓真」として活動を始めた。上京後、埼玉の放送局 FM NACK5 STROBE NIGHT!(NACK5) - 月曜日担当（2011年4月 - 2012年3月）を担当する。その他にもTV,ラジオの番組ナレーションやCMナレーションなどを担当する。　　　　　　　　　　　　　　　　　　　　　　　　　　　　　　　　　　　　　　　　　　　　　　　　　　　　　　　その他の活動として、ARスポーツHADOの公認チームBAKUFUに登録しており、選手、HADO配信番組のMCやHADOインストラクターなど活動している。　そして、ビアポン の日本代表として2013年ラスベガスで行われたWorld Series of Beer Pong (WSOBP) 8に出場している。 

## 現在の担当番組
- ボウリング革命 P★League（BS日テレ）試合リポート、場内MC
- 売れ筋解明！買いたい新書（各局）ナレーション

## 過去の担当番組
- STROBE NIGHT!(NACK5) - 月曜日担当（2011年4月 - 2012年3月）
- 水曜馬スペ！　キングカメハメハ〜その血と能力〜(グリーンチャンネル)（2021年10月6日）
- 匝瑳市八日市場八重垣神社祇園祭　特番（千葉テレビ）（2021年、2022年、2023年）
- 2024 東京ダービー生中継(BS11)(2024年）
- 2024 羽田盃生中継(BS11)(2024年)
- ジャパンダートダービー生中継(BS11)(2020年,2021年,2022年,2023年)
- 帝王賞生中継(BS11)(2019年,2020年,2021年,2022年,2023年,2024年)
- 東京大賞典生中継(BS11)(2017年,2018年)
- ダート競馬の祭典『JBC大井』生中継-2017年(BS11)
- キラリ！ジュニアゴルフ未来塾(BS11)(2015年-)
- JOYPOLIS SPORTS（宮城県）  紹介ムービー、館内アナウンス（2023年）
- 東京ジョイポリス　館内アナウンス
- Blue Ocean（TOKYO FM）
- あっちマニア（テレビ朝日）

### エフエム徳島時代
- FRIDAY ONLINE-FIVE COLORS RADIO-
- 音楽の神様
- サウンド ウェーブ
- FM徳島ニュース
- "Kyoto"検索